# Xã East Nottingham, Quận Chester, Pennsylvania
Xã East Nottingham (tiếng Anh: East Nottingham Township) là một xã thuộc quận Chester, tiểu bang Pennsylvania, Hoa Kỳ. Năm 2010, dân số của xã này là 8.650 người.